# Boxligen in Deutschland 2006/07
Auf dieser Seite sind die Tabellen der zwei höchsten Ligen im Boxen in Deutschland für die Boxsaison 2006/2007 aufgelistet.
Die 1. Box-Bundesliga-Saison begann am 9. Dezember 2006 und ging über 7 Wettkampftage bis zum 24. März 2007. Das Ergebnis des 7. Wettkampftages am 24. März 2007 zwischen dem Märkischen Boxring Hamm und dem BC Wacker Gotha fehlt bzw. der Wettkampf wurde nicht ausgetragen. Meister wurde der Velberter BC. Damit ist der Velberter BC zum fünften Mal nacheinander deutscher Mannschaftsmeister im Boxen.
Die 2. Box-Bundesliga-Saison begann am 2. Dezember 2006 und ging über 6 Wettkampftage bis zum 17. März 2007. Meister wurde der BC Olympia Rhein-Neckar.

## Ligenübersicht
- 1. Bundesliga: Velberter BC, Boxring Hertha BSC, Märkischer Boxring Hamm, BC Wacker Gotha[2]
- 2. Bundesliga: BC Olympia Rhein-Neckar, BoxTeam Hanse Wismar, SV Motor Babelsberg, BSK Seelze[3][4]

## 1. Bundesliga
|   | Verein                  | K | S | N | U | Kampfp. | Diff. | Punkte |
| - | ----------------------- | - | - | - | - | ------- | ----- | ------ |
| 1 | Velberter BC            | 6 |   |   |   | 91:68   | +23   | 9:3    |
| 2 | Boxring Hertha BSC      | 6 |   |   |   | 84:70   | +14   | 8:4    |
| 3 | Märkischer Boxring Hamm | 5 |   |   |   | 58:74   | −16   | 3:7    |
| 4 | BC Wacker Gotha         | 5 |   |   |   | 51:72   | −21   | 2:8    |

## 2. Bundesliga
|   | Verein                  | K | S | N | U | Kampfp. | Diff. | Punkte |
| - | ----------------------- | - | - | - | - | ------- | ----- | ------ |
| 1 | BC Olympia Rhein-Neckar | 6 |   |   |   | 77:67   | +10   | 8:4    |
| 2 | BoxTeam Hanse Wismar    | 6 |   |   |   | 70:74   | −4    | 7:5    |
| 3 | SV Motor Babelsberg     | 6 |   |   |   | 72:70   | +2    | 6:6    |
| 4 | BSK Seelze              | 6 |   |   |   | 67:75   | −8    | 3:9    |